# Synema lunulatum
Synema lunulatum là một loài nhện trong họ Thomisidae.
Loài này thuộc chi Synema. Synema lunulatum được Maria Dahl miêu tả năm 1907.